# Uladzimir Szjamjonavics Karatkevics
Uladzimir Szjamjonavics Karatkevics (belaruszul: Уладзімір Сямёнавіч Караткевіч) (Orsa, 1930. november 26.  –  Minszk, 1984. július 25.) fehérorosz író, költő, drámaíró, műfordító és forgatókönyvíró. Tematikai és műfaji szempontból is gazdagította a belarusz irodalmat, és fő feladatának tartotta a belarusz nyelv, kultúra, és történelem megismertetését és megőrzését.

## Élete
Anyai nagyapjától, Vaszilij Jullianovics Grinkevicstől belarusz népmeséket, történelmi legendákat hallott gyermekkorában, amelyek felkeltették érdeklődését a történelem, és különösen szülőföldjének történelme iránt. Egyik felmenője, Tamas Grinkevics részt vett a januári felkelésben.A második világháború alatt a családot evakuálták,  Permben, Kungurban és Orenburgban éltek. 1944 nyarán édesanyjával rokonokhoz tért vissza kis időre a felszabadult Kijevbe, majd ősszel visszaköltöztek Orsába. 1949 és 1954 között a Kijevi Tarasz Sevcsenko Állami Egyetemen orosz nyelvet és irodalmat tanult. 1954–56-ban Kijev mellett, 1956–58-ban Orsában tanított.  
1957 áprilisában felvették a Belarusz Írószövetségbe, de az orsai újságban többen azért bírálták, mert szerintük túlzott lelkesedést mutat a fehérorosz történelem iránt, és nem figyel eléggé a szovjet embereknek a mindennapi életben tanúsított hősies magatartására. A fővárosban is bepanaszolták, de a Zvjazda újság 1958 februárjában kiállt a fiatal író mellett. 
1958-ban jelent meg első verseskötete. 1958 és 1962 között Moszkvában folytatott felsőfokú irodalmi tanulmányokat, és forgatókönyv- és drámaíró szakra járt a Filmtudományi Akadémiára.
1962-től Minszkben élt. Itt írta leghíresebb történelmi regényeit, novelláit. Az 1962-ben megjelent regénye (Леаніды ня вернуцца да Зямлі (Нельга забыць) éles kritikát kapott. Az 1965-ben kiadott műve, a Каласы пад сярпом тваім (Kalászok a sarlód alatt), az első belarusz történelmi regény, amely az 1863-as felkelésnek állít emléket.
Aktív szerepet vállalt Belarusz kulturális életében. Forgatókönyveket írt a Belaruszfilm stúdió számára. Sokat utazott, hogy jobban megismerje szülőföldjét és honfitársait. 1963-ban Janka Brillel felkereste Belarusz híres történelmi helyeit. 1970-ben tagja volt a Néprajzkutató Intézet által szervezett tudományos expedíciónak, amely Fehéroroszország történelmi, néprajzi és kulturális emlékeit gyűjtötte össze. A Belarusz Televízióban az Örökség című műsort vezette. Műfordítóként is aktív volt. Catullus, Byron, Mickiewicz, Franko műveit fordította le belarusz nyelvre.

## Művei

### Regények
- Леаніды ня вернуцца да Зямлі (Нельга забыць)
- Каласы пад сярпом тваім
- Хрыстос прызямліўся ў Гародні
- Чорны замак Альшанскі
- Дзікае паляванне караля Стаха
- У снягах драмае вясна
- Цыганскі кароль
- Сівая легенда
- Зброя
- Ладдзя Роспачы
- Чазенія
- Лісце каштанаў
- Крыж Аняліна